# 在韓中国人
在韓中国人 (ざいかんちゅうごくじん、재한 중국인) は、韓国国内に滞在中の中国人。

## 概要
同じ在韓中華圏出身だが、中国国籍を保有していない華僑、華人とは別の存在。
比率から見れば、以下順に多い。
1. 在韓朝鮮族 (朝鮮族はで在外同胞ビザを取ることができるため、中華人民共和国国籍で韓国国内で漢民族や他の中国人の少数民族と区別される。また、既存に3世代まで認められていた同胞地位が2019年から直系卑属全体に拡大された。)
2. 中華人民共和国国籍の漢民族
3. 中華人民共和国国籍の他少数民族

2022年12月基準で84万9804人 (このうち朝鮮族が602,907人)で在韓外国人規模の中で1位。
1992年の中韓国交正常化以降、在韓中国人の増加により2007年8月に100万人、2016年6月に200万人をそれぞれ突破したのに続き、在韓外国人250万人時代が開かれた。この数値は大韓民国全体人口の4.9%に当たる。 通常、学界で外国人の割合が5%を超えると、多文化社会に分類される。2020年は国籍別では中国が110万1782人で43.6%を占める。在韓留学生もの国籍は中国（7万1719人）が1位。